# National Hockey League 1993/1994
National Hockey League 1993/1994 var den 77:e säsongen av NHL. Efter att samtliga 26 lag spelat 84 matcher i grundserien vann New York Rangers den 14 juni 1994 Stanley Cup för 4:e gången efter att ha besegrat Vancouver Canucks med 4-3 i matcher i finalen. Det var NY Rangers första Stanley Cup-seger sen 1940.
New York Rangers vann även grundserien på 112 poäng.
Wayne Gretzky, Los Angeles Kings, vann poängligan med 130 poäng (38 mål + 92 assist).
Två nya lag gjorde debut denna säsong, Mighty Ducks of Anaheim och Florida Panthers. Dessutom hade Minnesota North Stars flyttats till Dallas och döptes om till Dallas Stars.
De båda konferenserna bytte namn från "Clarence Campbell Conference" och "Prince of Wales Conference" till Eastern respektive Western Conference. Även divisionerna bytte namn denna säsong, Adams blev Northeast, Patrick blev Atlantic, Norris blev Central och Smythe blev Pacific. I och med utökningen av lag bytte några av klubbarna division också.

## Grundserien
Not: SM = Spelade matcher, V = Vunna, O = Oavgjorda, F = Förlorade, GM = Gjorda mål, IM = Insläppta mål, Pts = Poäng, MSK = Målskillnad
- Lag i GRÖN färg till slutspel.
- Lag i RÖD färg har spelat klart för säsongen.

Lagen som kvalificerade sig för slutspel förutom de fyra divisionsvinnarna var de tolv lag (sex i varje konferens) som hade mest poäng i grundserien.

### Eastern Conference
| Northeast Division  | SM | V  | O  | F  | GM  | IM  | Pts | MSK  |
| ------------------- | -- | -- | -- | -- | --- | --- | --- | ---- |
| Pittsburgh Penguins | 84 | 44 | 13 | 27 | 299 | 285 | 101 | +14  |
| Boston Bruins       | 84 | 42 | 13 | 29 | 289 | 252 | 97  | +37  |
| Montreal Canadiens  | 84 | 41 | 14 | 29 | 283 | 248 | 96  | +35  |
| Buffalo Sabres      | 84 | 43 | 9  | 32 | 282 | 218 | 95  | +64  |
| Quebec Nordiques    | 84 | 34 | 8  | 42 | 277 | 292 | 76  | -15  |
| Hartford Whalers    | 84 | 27 | 9  | 48 | 227 | 288 | 63  | -61  |
| Ottawa Senators     | 84 | 14 | 9  | 61 | 201 | 397 | 37  | -196 |

| Atlantic Division   | SM | V  | O  | F  | GM  | IM  | Pts | MSK |
| ------------------- | -- | -- | -- | -- | --- | --- | --- | --- |
| New York Rangers    | 84 | 52 | 8  | 24 | 299 | 231 | 112 | +68 |
| New Jersey Devils   | 84 | 47 | 12 | 25 | 306 | 220 | 106 | +86 |
| Washington Capitals | 84 | 39 | 10 | 35 | 277 | 263 | 88  | +14 |
| New York Islanders  | 84 | 36 | 12 | 36 | 282 | 264 | 84  | +18 |
| Florida Panthers    | 84 | 33 | 17 | 34 | 233 | 233 | 83  | ±0  |
| Philadelphia Flyers | 84 | 35 | 10 | 39 | 294 | 314 | 80  | -20 |
| Tampa Bay Lightning | 84 | 30 | 11 | 43 | 224 | 251 | 71  | -27 |

### Western Conference
| Central Division    | SM | V  | O  | F  | GM  | IM  | Pts | MSK |
| ------------------- | -- | -- | -- | -- | --- | --- | --- | --- |
| Detroit Red Wings   | 84 | 46 | 8  | 30 | 356 | 275 | 100 | +81 |
| Toronto Maple Leafs | 84 | 43 | 12 | 29 | 280 | 243 | 98  | +37 |
| Dallas Stars        | 84 | 42 | 13 | 29 | 286 | 265 | 97  | +21 |
| St. Louis Blues     | 84 | 40 | 11 | 33 | 270 | 283 | 91  | -13 |
| Chicago Black Hawks | 84 | 39 | 9  | 36 | 254 | 240 | 87  | +14 |
| Winnipeg Jets       | 84 | 24 | 9  | 51 | 245 | 344 | 57  | -99 |

| Pacific Division        | SM | V  | O  | F  | GM  | IM  | Pts | MSK |
| ----------------------- | -- | -- | -- | -- | --- | --- | --- | --- |
| Calgary Flames          | 84 | 42 | 13 | 29 | 302 | 256 | 97  | +46 |
| Vancouver Canucks       | 84 | 41 | 3  | 40 | 279 | 276 | 85  | +3  |
| San Jose Sharks         | 84 | 33 | 16 | 35 | 252 | 265 | 82  | -13 |
| Mighty Ducks of Anaheim | 84 | 33 | 5  | 46 | 229 | 251 | 71  | -22 |
| Los Angeles Kings       | 84 | 27 | 12 | 45 | 294 | 322 | 66  | -28 |
| Edmonton Oilers         | 84 | 25 | 14 | 45 | 261 | 305 | 64  | -44 |

## Poängligan
Not: SM = Spelade matcher, M = Mål, A = Assists, Pts = Poäng
| Spelare          | Lag          | SM | M  | A  | Pts |
| ---------------- | ------------ | -- | -- | -- | --- |
| Wayne Gretzky    | Los Angeles  | 81 | 38 | 92 | 130 |
| Sergej Fjodorov  | Detroit      | 82 | 56 | 64 | 120 |
| Adam Oates       | Boston       | 77 | 32 | 80 | 112 |
| Doug Gilmour     | Toronto      | 83 | 27 | 84 | 111 |
| Pavel Bure       | Vancouver    | 74 | 60 | 47 | 107 |
| Jeremy Roenick   | Chicago      | 84 | 46 | 61 | 107 |
| Mark Recchi      | Philadelphia | 84 | 40 | 67 | 107 |
| Brendan Shanahan | St Louis     | 81 | 52 | 50 | 102 |
| Dave Andreychuk  | Toronto      | 83 | 53 | 46 | 99  |
| Jaromír Jágr     | Pittsburgh   | 80 | 32 | 67 | 99  |

## Slutspelet
16 lag gör upp om Stanley Cup. Samtliga matchserier avgörs i bäst av sju matcher.
|  | Conference-kvartsfinaler | Conference-kvartsfinaler              | Conference-kvartsfinaler |   |                     | Conference-semifinaler | Conference-semifinaler | Conference-semifinaler |                   |                     | Conference-finaler | Conference-finaler | Conference-finaler |  |  | Stanley Cup-finaler | Stanley Cup-finaler | Stanley Cup-finaler |
|  |                          |                                       |                          |   |                     |                        |                        |                        |                   |                     |                    |                    |                    |  |  |                     |                     |                     |
|  | 1                        | New York Rangers                      | 4                        |   |                     | 1                      | New York Rangers       | 4                      |                   |                     |                    |                    |                    |  |  |                     |                     |                     |
|  | 8                        | New York Islanders                    | 0                        |   |                     | 7                      | Washington Capitals    | 1                      |                   |                     |                    |                    |                    |  |  |                     |                     |                     |
|  |                          |                                       |                          |   |                     |                        |                        |                        |                   |                     |                    |                    |                    |  |  |                     |                     |                     |
|  | 2                        | Pittsburgh Penguins                   | 2                        |   |                     |                        |                        |                        | Östra konferensen | Östra konferensen   | Östra konferensen  | Östra konferensen  | Östra konferensen  |  |  |                     |                     |                     |
|  | 2                        | Pittsburgh Penguins                   | 2                        |   |                     |                        |                        |                        | Östra konferensen | Östra konferensen   | Östra konferensen  | Östra konferensen  | Östra konferensen  |  |  |                     |                     |                     |
|  | 7                        | Washington Capitals                   | 4                        |   |                     |                        |                        |                        |                   |                     |                    |                    |                    |  |  |                     |                     |                     |
|  | 7                        | Washington Capitals                   | 4                        |   |                     |                        |                        |                        |                   | 1                   | New York Rangers   | 4                  |                    |  |  |                     |                     |                     |
|  |                          |                                       |                          |   |                     |                        |                        |                        |                   | 1                   | New York Rangers   | 4                  |                    |  |  |                     |                     |                     |
|  |                          | 3                                     | New Jersey Devils        | 3 |                     |                        |                        |                        |                   |                     |                    |                    |                    |  |  |                     |                     |                     |
|  | 3                        | 3                                     | New Jersey Devils        | 3 | New Jersey Devils   | 4                      |                        |                        |                   |                     |                    |                    |                    |  |  |                     |                     |                     |
|  | 3                        |                                       |                          |   | New Jersey Devils   | 4                      |                        |                        |                   |                     |                    |                    |                    |  |  |                     |                     |                     |
|  | 6                        | Buffalo Sabres                        | 3                        |   |                     |                        |                        |                        |                   |                     |                    |                    |                    |  |  |                     |                     |                     |
|  | 6                        | Buffalo Sabres                        | 3                        |   |                     |                        |                        |                        |                   |                     |                    |                    |                    |  |  |                     |                     |                     |
|  |                          |                                       |                          |   |                     |                        |                        |                        |                   |                     |                    |                    |                    |  |  |                     |                     |                     |
|  |                          |                                       |                          |   |                     |                        |                        |                        |                   |                     |                    |                    |                    |  |  |                     |                     |                     |
|  | 4                        | Boston Bruins                         | 4                        |   | 3                   | New Jersey Devils      | 4                      |                        |                   |                     |                    |                    |                    |  |  |                     |                     |                     |
|  | 4                        | Boston Bruins                         | 4                        |   | 3                   | New Jersey Devils      | 4                      |                        |                   |                     |                    |                    |                    |  |  |                     |                     |                     |
|  | 5                        | Montreal Canadiens                    | 3                        |   |                     | 4                      | Boston Bruins          | 2                      |                   |                     |                    |                    |                    |  |  |                     |                     |                     |
|  | 5                        | Montreal Canadiens                    | 3                        |   |                     |                        |                        |                        |                   | E1                  | New York Rangers   | 4                  |                    |  |  |                     |                     |                     |
|  |                          | (Lagen omseedas efter kvartfinalerna) |                          |   |                     |                        |                        |                        |                   | E1                  | New York Rangers   | 4                  |                    |  |  |                     |                     |                     |
|  |                          | W7                                    | Vancouver Canucks        | 3 |                     |                        |                        |                        |                   |                     |                    |                    |                    |  |  |                     |                     |                     |
|  | 1                        | W7                                    | Vancouver Canucks        | 3 | Detroit Red Wings   | 3                      |                        |                        | 3                 | Toronto Maple Leafs | 4                  |                    |                    |  |  |                     |                     |                     |
|  | 1                        |                                       |                          |   | Detroit Red Wings   | 3                      |                        |                        | 3                 | Toronto Maple Leafs | 4                  |                    |                    |  |  |                     |                     |                     |
|  | 8                        | San Jose Sharks                       | 4                        |   |                     | 8                      | San Jose Sharks        | 3                      |                   |                     |                    |                    |                    |  |  |                     |                     |                     |
|  | 8                        | San Jose Sharks                       | 4                        |   |                     | 8                      | San Jose Sharks        | 3                      |                   |                     |                    |                    |                    |  |  |                     |                     |                     |
|  |                          |                                       |                          |   |                     |                        |                        |                        |                   |                     |                    |                    |                    |  |  |                     |                     |                     |
|  | 2                        | Calgary Flames                        | 3                        |   |                     |                        |                        |                        |                   |                     |                    |                    |                    |  |  |                     |                     |                     |
|  | 2                        | Calgary Flames                        | 3                        |   |                     |                        |                        |                        |                   |                     |                    |                    |                    |  |  |                     |                     |                     |
|  | 7                        | Vancouver Canucks                     | 4                        |   |                     |                        |                        |                        |                   |                     |                    |                    |                    |  |  |                     |                     |                     |
|  | 7                        | Vancouver Canucks                     | 4                        |   |                     |                        |                        |                        | 3                 | Toronto Maple Leafs | 1                  |                    |                    |  |  |                     |                     |                     |
|  |                          |                                       |                          |   |                     |                        |                        |                        | 3                 | Toronto Maple Leafs | 1                  |                    |                    |  |  |                     |                     |                     |
|  |                          | 7                                     | Vancouver Canucks        | 4 |                     |                        |                        |                        |                   |                     |                    |                    |                    |  |  |                     |                     |                     |
|  | 3                        | 7                                     | Vancouver Canucks        | 4 | Toronto Maple Leafs | 4                      |                        |                        |                   |                     |                    |                    |                    |  |  |                     |                     |                     |
|  | 3                        |                                       |                          |   | Toronto Maple Leafs | 4                      |                        |                        |                   |                     |                    |                    |                    |  |  |                     |                     |                     |
|  | 6                        | Chicago Blackhawks                    | 2                        |   |                     |                        |                        |                        |                   |                     | Västra konferensen | Västra konferensen | Västra konferensen |  |  |                     |                     |                     |
|  | 6                        | Chicago Blackhawks                    | 2                        |   |                     |                        |                        |                        |                   |                     | Västra konferensen | Västra konferensen | Västra konferensen |  |  |                     |                     |                     |
|  |                          |                                       |                          |   |                     |                        |                        |                        |                   |                     |                    |                    |                    |  |  |                     |                     |                     |
|  | 4                        | Dallas Stars                          | 4                        |   | 4                   | Dallas Stars           | 1                      |                        |                   |                     |                    |                    |                    |  |  |                     |                     |                     |
|  | 4                        | Dallas Stars                          | 4                        |   | 4                   | Dallas Stars           | 1                      |                        |                   |                     |                    |                    |                    |  |  |                     |                     |                     |
|  | 5                        | St. Louis Blues                       | 0                        |   |                     | 7                      | Vancouver Canucks      | 4                      |                   |                     |                    |                    |                    |  |  |                     |                     |                     |

### Stanley Cup-finalen
New York Rangers vs. Vancouver Canucks
New York Rangers vann finalserien med 4-3 i matcher

## Debutanter
Några kända debutanter under säsongen:
- Mariusz Czerkawski, Boston Bruins
- Chris Osgood, Detroit Red Wings
- Kirk Maltby, Edmonton Oilers
- Rob Niedermayer, Florida Panthers
- Chris Pronger, Hartford Whalers
- Donald Brashear, Montreal Canadiens
- Martin Brodeur, New Jersey Devils
- Žigmund Pálffy, New York Islanders
- Mattias Norström, New York Rangers
- Alexei Yashin, Ottawa Senators
- Pavol Demitra, Ottawa Senators
- Mikael Renberg, Philadelphia Flyers
- Markus Näslund, Pittsburgh Penguins
- Mike Peca, Vancouver Canucks

## Sista matchen
Bland de som gjorde sin sista säsongen i NHL märks:
- Bryan Trottier, Pittsburgh Penguins

## NHL awards
| 1993–94 NHL awards              | 1993–94 NHL awards                         |
| ------------------------------- | ------------------------------------------ |
| Presidents Trophy:              | New York Rangers                           |
| Prince of Wales Trophy:         | New York Rangers                           |
| Clarence S. Campbell Bowl:      | Vancouver Canucks                          |
| Art Ross Memorial Trophy:       | Wayne Gretzky, Los Angeles Kings           |
| Bill Masterton Memorial Trophy: | Cam Neely, Boston Bruins                   |
| Calder Memorial Trophy:         | Martin Brodeur, New Jersey Devils          |
| Conn Smythe Trophy:             | Brian Leetch, New York Rangers             |
| Frank J. Selke Trophy:          | Sergej Fedorov, Detroit Red Wings          |
| Hart Memorial Trophy:           | Sergej Fedorov, Detroit Red Wings          |
| Jack Adams Award:               | Jacques Lemaire, New Jersey Devils         |
| James Norris Memorial Trophy:   | Ray Bourque, Boston Bruins                 |
| King Clancy Memorial Trophy:    | Adam Graves, New York Rangers              |
| Lady Byng Memorial Trophy:      | Wayne Gretzky, Los Angeles Kings           |
| Lester B. Pearson Award:        | Sergej Fedorov, Detroit Red Wings          |
| NHL Plus/Minus Award:           | Scott Stevens, New Jersey Devils           |
| Vezina Trophy:                  | Dominik Hašek, Buffalo Sabres              |
| William M. Jennings Trophy:     | Dominik Hašek & Grant Fuhr, Buffalo Sabres |
| Lester Patrick Trophy:          | Wayne Gretzky, Los Angeles Kings           |

## All-Star
| Första laget                      | Position | Andra laget                          |
| --------------------------------- | -------- | ------------------------------------ |
| Dominik Hašek, Buffalo Sabres     | M        | John Vanbiesbrouck, Florida Panthers |
| Ray Bourque, Boston Bruins        | B        | Al MacInnis, Calgary Flames          |
| Scott Stevens, New Jersey Devils  | B        | Brian Leetch, New York Rangers       |
| Sergej Fedorov, Detroit Red Wings | C        | Ron Francis, Pittsburgh Penguins     |
| Pavel Bure, Vancouver Canucks     | HF       | Cam Neely, Boston Bruins             |
| Brendan Shanahan, St. Louis Blues | VF       | Adam Graves, New York Rangers        |